# Miocora skinneri
Miocora skinneri – gatunek ważki z rodziny Polythoridae. Występuje na terenie Ameryki Centralnej; odnotowano go jedynie w Kostaryce.